# 2015年6月

## 6月1日
- 中华人民共和国政府和大韩民国政府正式签署自由贸易协定。[1]
- 日本警方針對寺院迭遭潑油事件，以涉嫌損毀建造物之嫌疑對一名居住在美國的擁有日本國籍男子提出逮捕令。因這名男子所創立的新興宗教，早在2013年夏天起就向信徒傳播對古城、寺廟、神社等古建築潑油以祛除晦氣的思想[2][3][4]。
- 中国旅游客船“东方之星”在由南京驶往重庆途中，突遇龙卷风发生翻沉，上百人失踪。[5]

## 6月2日
- 剛成功當選連任的国际足球联合会會長塞普·布拉特宣佈將會辭職。[6]

- 2004年諾貝爾化學獎得主欧文·罗斯逝世，享年88歲。[7]

## 6月3日
- 加納首都阿克拉一個汽油站發生爆炸和大火，當時有許多人因為暴雨和洪水而來到該個汽油站暫避，懷疑有漏出的汽油隨洪水流到明火引起爆炸，約150人喪生。[8]
- 阿根廷有大约20万民众参加在当天举行的#一個都不能少抗议活动，以对该国普遍存在的杀害妇女现象表达不满。[9]

## 6月7日
- 2015年第7屆女子世界盃足球賽在加拿大的大英國協體育場舉行開幕式[10]。
- 第41屆七大工業國組織會議于德国召开。[11]
- 2015年土耳其國會選舉進行投票。執政的正义与发展党雖然保持國會最大黨地位，但是所得議席未達國會過半數。[12]

## 6月8日
- 瑞士網球選手於2015年法國網球公開賽男子單打比賽以4–6、6–4、6–3、6–4的戰績打敗，奪下生涯第二座大滿貫冠軍。[13]

## 6月9日
- 德國漢堡大學授與102歲的英格博格·拉波波特女士博士學位。1937年拉波波特女士因納粹迫害被剝奪參加論文口試的權利[14]。

## 6月11日
- 原中共中央政治局常委周永康因受贿罪、滥用职权罪及泄露国家秘密罪被判处无期徒刑。[15]

## 6月12日
- 第一屆歐洲運動會在首都巴庫開幕[16]。
- 中國大陸A股開始大幅度下跌，是為2015年中國股市大幅度下跌事件。

## 6月16日
- 美國食品藥品監督管理局宣佈人類飲食中反式脂肪主要來源的部份氫化油脂「不被認為是安全的」，並要求食品製造商在三年內在產品中移除此成份[17]。

## 6月17日
- 美国南卡罗来纳州查尔斯顿伊曼纽尔非裔卫理公会教堂爆发枪击案，造成九名黑人教友死亡，一人受伤[18]。

## 6月18日
- 香港立法會以8票支持、28票反對，大比數否決《行政長官產生辦法決議案》。[19][20]
- 2015年丹麥大選進行投票，支持社會民主黨籍首相赫勒·托寧-施密特的中間偏左聯盟只得85席，未達議會過半數。[21]

## 6月19日
- 亚美尼亚青年组织“不要抢劫”发起示威，数千人在埃里温自由广场抗议，抗议亚美尼亚当局决定上升电力价格。[22]

## 6月23日
- 中華人民共和國上海市金山區發生大批民眾針對對二甲苯（PX）化工項目發起連續數天的抗議與示威活動。[23]

## 6月25日
- 法国、突尼斯、科威特、索马里四地同日爆发恐怖袭击。

## 6月27日
- 八仙樂園彩色派對火災：是指由「玩色創意國際有限公司」與「瑞博國際整合行銷有限公司」在臺灣新北市八里區的八仙樂園內所舉辦的「Color Play Asia - 彩色派對」活動中，發生粉塵爆炸事故[24]，逾400人送醫，其中數百人重傷，並造成5人死亡。[25]。

## 6月28日
- 深圳地鐵11號線通車。

## 6月29日
- 2015年布隆迪國民議會選舉進行投票，執政黨保衛民主力量在100個選舉產生的議席中取得77席。國內主要反對派杯葛了此次選舉。[26]

## 6月30日
- 印尼空軍一架C-130運輸機在棉蘭起飛後不久失事墜落市區，造成機上及地面合共超過140人喪生。[27]